# Boomerang Range
Boomerang Range är en bergskedja i Antarktis. Den ligger i Östantarktis. Australien gör anspråk på området.
Boomerang Range sträcker sig 17,5 kilometer i nord-sydlig riktning. Den högsta punkten är 2 011 meter över havet.
Topografiskt ingår följande toppar i Boomerang Range:
- Alligator Peak
- Alligator Ridge